# Columbia (1958)
Pour les articles homonymes, voir Columbia.
Columbia (US-16) était le defender américain lors de la Coupe de l'America (America's Cup) de 1958 à Newport (Rhode Island) contre le challenger britannique Sceptre.

## Construction
Columbia a été conçu par l'architecte naval Olin Stephens et construit spécialement par Nevins à City Island (New York) pour la 17° America's Cup de 1958.
Son coût est estimé à 300 000 $. C'était la première course de classe 12 Metre.

## Carrière

Guidon du NYYC

Le propriétaire de Columbia était un  syndicat dirigé par Henry Sears (en), avec Gerard B. Lambert, Briggs Cunningham , Vincent Astor , James A. Farrell , A. Howard Fuller et William T. Moore.
Lors de l'America's Cup Columbia a été barré par Briggs Cunningham, l'inventeur du dispositif de commande de voile cunningham, avec Henry Sears comme navigateur.
Après avoir défendu avec succès la 1958 America's Cup (en) contre le challenger britannique Sceptre, de 4 manches à 0, le voilier a eu une longue carrière de compétition dans les essais des Defender de 1962, 1964 et 1967 de la Coupe de l'America.
Columbia a subi une refonte entre 2000-2001 en vue le l'America's Cup Jubilee à Portsmouth. Son port d'attache reste Newport depuis.